# Grässmygar
Grässmygar (Amytornis) är ett fågelsläkte i familjen blåsmygar inom ordningen tättingar. Arterna i släktet förekommer enbart i Australien. Släktet omfattar numera vanligen 14 arter:
- Grå grässmyg (A. barbatus)
- Pilbaragrässmyg (A. whitei)
- Sandgrässmyg (A. oweni)
- Opaltongrässmyg (A. rowleyi)
- Strimmig grässmyg (A. striatus)
- Vitstrupig grässmyg (A. woodwardi)
- Carpentariagrässmyg (A. dorotheae)
- Kortstjärtad grässmyg (A. merrotsyi)
- Västlig grässmyg (A. textilis)
- Tjocknäbbad grässmyg (A. modestus)
- Svart grässmyg (A. housei)
- Eyregrässmyg (A. goyderi)
- Mörk grässmyg (A. purnelli)
- Kalkadoongrässmyg (A. ballarae)